# Sabine Emmerich

Sabine Emmerich (2010)

Sabine Emmerich (* 5. August 1964 Marburg) ist eine deutsche Bildhauerin.

## Leben
Emmerich studierte Freie Kunst an der Hochschule für bildende Künste Hamburg bei Franz Erhard Walther. Seit 2001 hat sie einen Lehrauftrag an der Hochschule für Künste Bremen und seit 2011 an der Universität Bremen inne.
Im Atelierhaus Bahnhof Sagehorn erarbeitet sie Skulpturen und Installationen.

## Ausstellungen
- 1998: Galerie Kühn, Berlin
- 2001: Handelskammer Hamburg, Kunst in der Börse
- 2001: Bundesverfassungsgericht Karlsruhe, Kunst – Macht – Würde
- 2001: Galerie Mitte, Bremen, Plastische Gesten
- 2001: Kunsthalle Hamburg, Monets Vermächtnis[1]
- 2003: „Zimmer Blau“, Masse, Norm und Unterschlupf
- 2005: Haus Jona, Hamburg, heimatlos
- 2005: Folkwang, Museum Essen, nützlich, süß und museal/das fotografierte Tier[2]
- 2007: Schacht 4, Moers, 5 Bildhauer
- 2008: Kunstpreis Ottersberg
- 2008: Atelierausstellung Sagehorner Bahnhof
- 2010: Kunstpreis Ottersberg
- 2014: Neuer Worpsweder Kunstverein NWWK.de, Florfliegen und andere Damen
- 2017: Städtische Galerie Zeven, Königin Christinen-Haus, Audienz bei Königin Christine
- 2018: Denkmal Kultur Mestlin, Hauskünstlerin 2018, Konferenz der Insekten[3]
- 2019: Gerhard-Marcks-Haus, Ihr langes Haar war aufgelöst[4]
- 2021: NordArt 2021, Konferenz der Insekten[5]
- 2021: Kunstverein Fischerhude, Sabine Emmerich – "Hofporträts und Stubenfliegen"[6]

## Veröffentlichungen
- Hofportraits. Materialverlag HFBK, Hamburg 2000, ISBN 978-3-932395-14-7